# Condado de McMullen
O Condado de McMullen é um dos 254 condados do Estado americano do Texas. A sede do condado é Tilden, e sua maior cidade é Tilden.
O condado possui uma área de 2 959 km² (dos quais 77 km² estão cobertos por água), uma população de 851 habitantes, e uma densidade populacional de 0,35 hab/km² (segundo o censo nacional de 2000).
O condado foi fundado em 1858.